# Blahoslavený Gérard
Blahoslavený Fra Gérard (Gérard Tenc, Gérard Sasso, Gérard z Martiguesu), světským příjmením Toque[zdroj?], se narodil okolo roku 1047 v okolí Amalfi a zemřel 3. září 1120 v Jeruzalémě, byl křesťanský mnich.

## Život
Gérard byl zprvu laický bratr benediktinského řádu, později rektor špitálu sv. Jana v Jeruzalémě a zakladatel špitálního bratrstva. Z něj se vyvinul významný Řád johanitů (dnešní SMOM) a na něhož navazuje také Řád svatého Lazara, jehož je Gérard hlavním řádovým patronem.

## Galerie

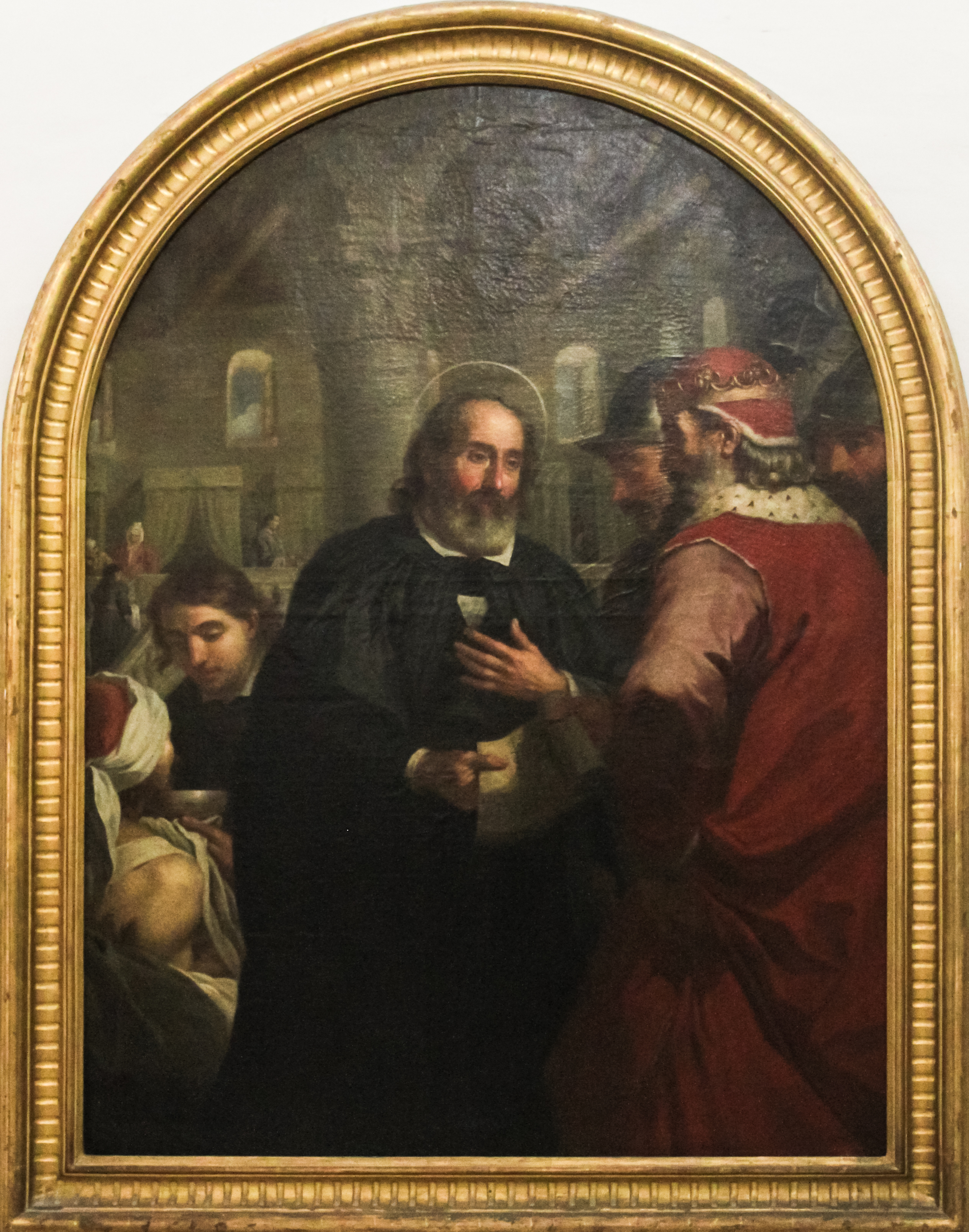
Blahoslavený Gérard přijímá Godefroye z Bouillonu (Antoine Favray, c. 1750)
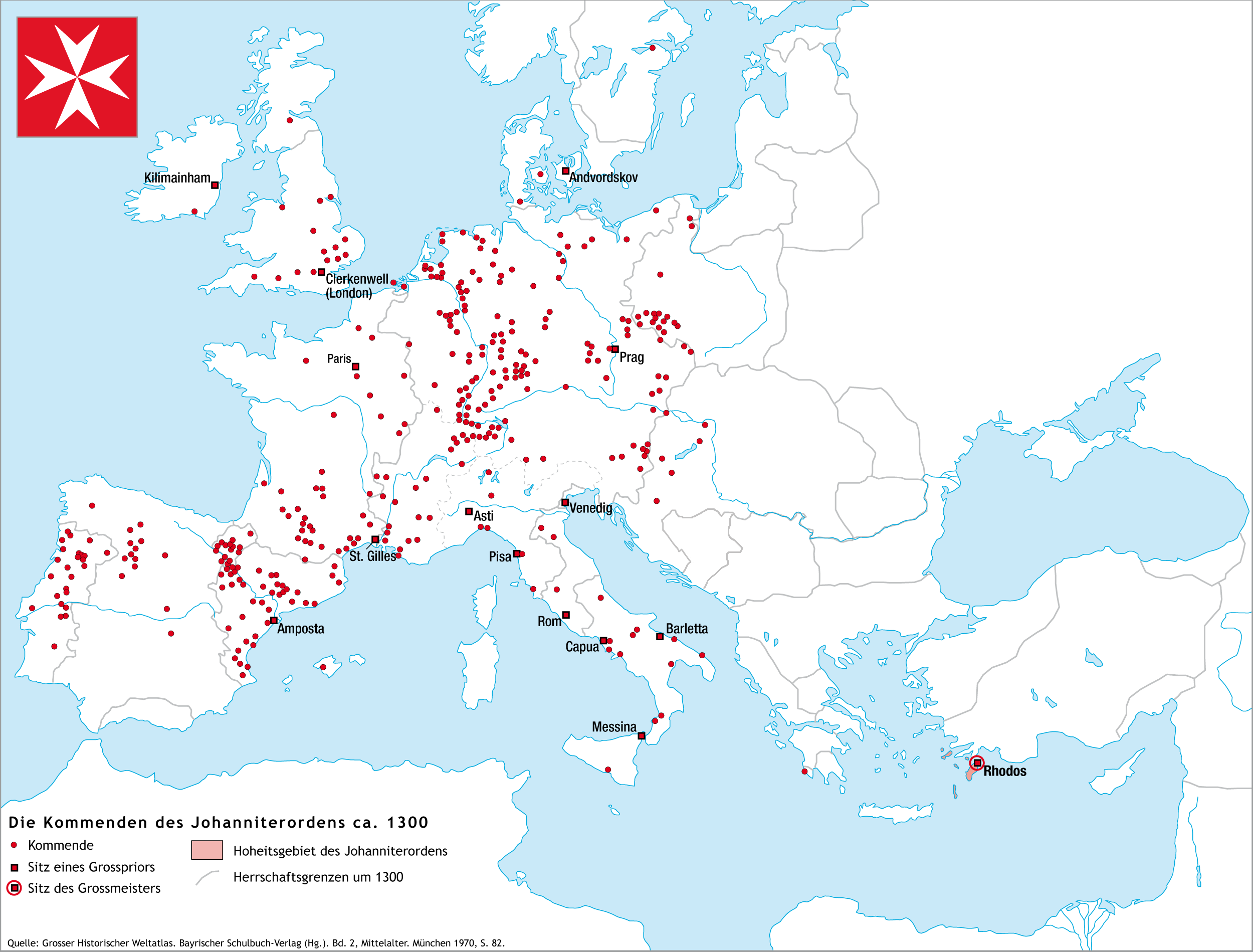
Mapa sídel maltézského řádu, jehož byl bl. Gérard prvním velmistrem (rok 1300), maltézský řád udržuje kult bl. Gérarda
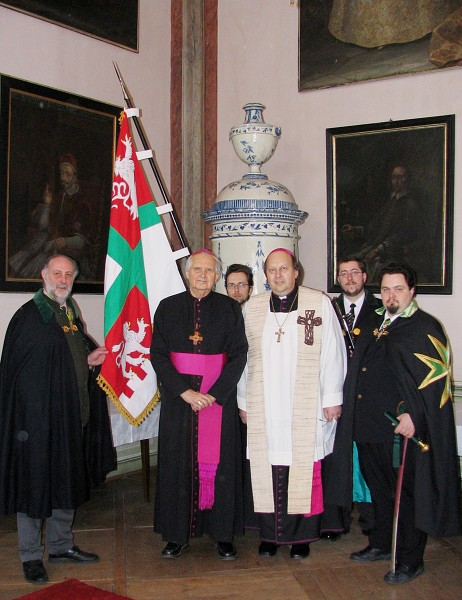
Lazariáni také udržují kult bl. Gérarda do dnešních dní (lazariáni Dobrzensky a Šantin a biskupové Koukl a Posád)